# Haematobosca zuluensis
Haematobosca zuluensis är en tvåvingeart som först beskrevs av Zumpt 1950.  Haematobosca zuluensis ingår i släktet Haematobosca och familjen husflugor. Inga underarter finns listade i Catalogue of Life.